# Serjania cystocarpa
Serjania cystocarpa är en kinesträdsväxtart som beskrevs av Ludwig Radlkofer. Serjania cystocarpa ingår i släktet Serjania och familjen kinesträdsväxter. Inga underarter finns listade i Catalogue of Life.